# 2019年11月11日香港交通警察衝撞市民事件
2019年11月11日香港交通警察撞人事件是指黎明行動和香港反對逃犯條例修訂草案示威期間在新界葵青區葵芳發生的一宗交通警察駕車故意撞人的事件，然而警方不但未有處分撞人的交通警察，更於2020年4月升職警長，香港警方的處理手法被批評是嚴重破壞自身公信力。

## 背景
有網民發起早上在葵芳堵路，一名駕駛電單車的交通警員在驅散期間多次衝向10多名在馬路上聚集的示威者，一批黑衣人士隨即跑開，人群跑走，亦有人倒下，差點被撞到。

## 過程
警察公共關係科總警司謝振中表示，當時在葵芳，有一名警員被示威者用不明的化學物品噴面，短暫失去視力，另一名警員上前支援，駕駛電單車在示威者穿插，期間被示威者襲擊。警方認為由於事態嚴重，高度關注，將案件交由新界總區調查，有關警員已被停職受查，即時停止執行前線工作，並且休假，如發現有違反紀律的行為，會嚴肅處理；行政長官林鄭月娥會見傳媒時說，暴力不斷升級，手段不斷變化，作為執法者要在突發情況下作應對有實際困難，但不等於不需要依法依規做事，重申警方高度重視案件。明白社會對涉及警員事件的關注，為此都和警務處副處長聯絡過。
民主派議員發表聯合聲明，就葵芳有交通警騎電單車撞向人群，予以強烈譴責。民主派認為有關警員應即時停職，並指警員可能涉及違法行為。民主派全體議員譴責特首林鄭月娥包庇警方濫暴，鎮壓民意，又指出她不配再做香港特首，依靠警隊將令社會陷入長期撕裂狀態，強調暴力源於警察及政府。民主派引述國際專家指出，重申監警會的權力及獨立調查能力不足，促成立獨立調查委員會，否則運動難以停止；民權觀察發言人王浩賢表示，從未見過警方用類似方法驅散人群，認為對警員或現場人士均有危險。以他所見，警員並非為躲避示威者而駛入人群，而是有意圖、刻意衝向人群，認為有違駕駛常理，要求警方交代警員是否合乎規例。

## 後續
11月29日，據《立場新聞》報導涉事警員已復職，事件並未列作交通意外調查，而是被列作「交通投訴」處理。警務處處長鄧炳強於12月1日出席無線電視節目《講清講楚》時承認涉事警員休假後已復工，但同時強調調查工作仍在進行，涉事警員復職與調查並無關係，並否認縱容。